# Sapindoideae
Sapindoideae je potporodica sapindovki, dio reda sapindolike (Sapindales). Pripada mu većina rodova u porodici sapindovki.
Potporodica i porodica nose ime p rodu sapindus (lat. Sapindus), ljekovitom zimzelenom drveću, među kojima je i sapun drvo (Sapindus saponaria) iz tropske Amerike.

## Tribusi i rodovi
Subfamilia Sapindoideae Burnett
1. Tribus Delavayeae Reveal
  1. Ungnadia Endl. (1 sp.)
  2. Delavaya Franch. (1 sp.)
2. Tribus Koelreuterieae Radlk.
  1. Koelreuteria Laxm. (3 spp.)
  2. Smelophyllum Radlk. (1 sp.)
  3. Stocksia Benth. (1 sp.)
  4. Erythrophysa E. Mey. (9 spp.)
3. Tribus Schleichereae Radlk.
  1. Phyllotrichum Thorel ex Lecomte (1 sp.)
  2. Paranephelium Miq. (5 spp.)
  3. Schleichera Willd. (1 sp.)
  4. Sisyrolepis Radlk. apud F. N. Williams (1 sp.)
  5. Amesiodendron Hu (1 sp.)
  6. Pavieasia Pierre (3 spp.)
4. Tribus Nephelieae Radlk.
  1. Pometia J. R. Forst. & G. Forst. (2 spp.)
  2. Nephelium L. (23 spp.)
  3. Blighia K. D. Koenig (3 spp.)
  4. Xerospermum Blume (5 spp.)
  5. Litchi Sonn. (1 sp.)
  6. Dimocarpus Lour. (11 spp.)
  7. Otonephelium Radlk. (1 sp.)
  8. Cubilia Blume (1 sp.)
  9. Radlkofera Gilg (1 sp.)
  10. Glenniea Hook. fil. (8 spp.)
  11. Aporrhiza Radlk. (7 spp.)
  12. Laccodiscus Radlk. (4 spp.)
  13. Pancovia Willd. (14 spp.)
  14. Haplocoelopsis Davies (1 sp.)
  15. Placodiscus Radlk. (20 spp.)
  16. Chytranthus Hook. fil. (20 spp.)
  17. Lychnodiscus Radlk. (7 spp.)
5. Tribus Sapindeae Kunth ex DC.
  1. Tristira Radlk. (1 sp.)
  2. Zollingeria Kurz (4 spp.)
  3. Alatococcus Acev.-Rodr. (1 sp.)
  4. Pseudima Radlk. (3 spp.)
  5. Atalaya Blume (16 spp.)
  6. Deinbollia Schumach. & Thonn. (38 spp.)
  7. Thouinidium Radlk. (7 spp.)
  8. Toulicia Aubl. (15 spp.)
  9. Porocystis Radlk. (2 spp.)
  10. Hornea Baker (1 sp.)
  11. Sapindus L. (12 spp.)
  12. Lepisanthes Blume (28 spp.)
  13. Eriocoelum Hook. fil. (11 spp.)
  14. Pseudopancovia Pellegr. (1 sp.)
  15. Namataea D. W. Thomas & D. J. Harris (1 sp.)
6. Tribus Tristiropsideae Buerki & Callm.
  1. Tristiropsis Radlk. (3 spp.)
7. Tribus Haplocoeleae Buerki & Callm.
  1. Haplocoelum Radlk. (5 spp.)
  2. Blighiopsis Van der Veken (2 spp.)
8. Tribus Melicocceae Blume
  1. Melicoccus P. Browne (10 spp.)
  2. Talisia Aubl. (53 spp.)
  3. Tapirocarpus Sagot (1 sp.)
  4. Tripterodendron Radlk. (1 sp.)
  5. Dilodendron Radlk. (3 spp.)
9. Tribus Blomieae Buerki & Callm.
  1. Blomia Miranda (1 sp.)
10. Tribus Guindilieae Buerki, Callm. & Acev.-Rodr.
  1. Guindilia Gillies (3 spp.)
11. Tribus Athyaneae Acev.-Rodr.
  1. Athyana (Griseb.) Radlk. (1 sp.)
  2. Diatenopteryx Radlk. (2 spp.)
12. Tribus Bridgesieae Acev.-Rodr.
  1. Bridgesia Bertero ex Cambess. (1 sp.)
13. Tribus Thouinieae Blume
  1. Thouinia Poit. (25 spp.)
  2. Allophylus L. (189 spp.)
  3. Allophylastrum Acev.-Rodr. (1 sp.)
14. Tribus Paullinieae (Kunth) DC.
  1. Thinouia Triana & Planch. (11 spp.)
  2. Lophostigma Radlk. (2 spp.)
  3. Cardiospermum L. (9 spp.)
  4. Urvillea Kunth (19 spp.)
  5. Serjania Mill. (249 spp.)
  6. Paullinia L. (184 spp.)
15. Tribus Stadtmannieae Buerki & Callm.
  1. Plagioscyphus Radlk. (9 spp.)
  2. Stadtmannia Lam. ex Poir. (6 spp.)
  3. Pappea Eckl. & Zeyh. (1 sp.)
  4. Tsingya Capuron (1 sp.)
  5. Gereaua Buerki & Callm. (1 sp.)
  6. Macphersonia Blume (6 spp.)
  7. Camptolepis Radlk. (4 spp.)
  8. Beguea Capuron (10 spp.)
  9. Bizonula Pellegr. (1 sp.)
  10. Pseudopteris Baill. (3 spp.)
  11. Omalocarpus Choux (1 sp.)
  12. Chouxia Capuron (6 spp.)
  13. Chonopetalum Radlk. (1 sp.)
16. Tribus Cupanieae Blume
  1. Diploglottis Hook. fil. (11 spp.)
  2. Elattostachys (Blume) Radlk. (21 spp.)
  3. Alectryon Gaertn. (29 spp.)
  4. Lecaniodiscus Planch. ex Benth. (3 spp.)
  5. Podonephelium Baill. (10 spp.)
  6. Trigonachras Radlk. (6 spp.)
  7. Jagera Blume (4 spp.)
  8. Lepidopetalum Blume (6 spp.)
  9. Guioa Cav. (70 spp.)
  10. Sarcopteryx Radlk. (12 spp.)
  11. Mischocarpus Blume (18 spp.)
  12. Castanospora F. Muell. (1 sp.)
  13. Arytera Blume (19 spp.)
  14. Synima Radlk. (5 spp.)
  15. Neoarytera Callm., Buerki, Munzinger & Lowry (4 spp.)
  16. Cupaniopsis Radlk. (48 spp.)
  17. Gloeocarpus Radlk. (1 sp.)
  18. Gongrospermum Radlk. (1 sp.)
  19. Lepidocupania Buerki, Callm., Munzinger & Lowry (21 spp.)
  20. Lepiderema Radlk. (8 spp.)
  21. Dictyoneura Blume (2 spp.)
  22. Eurycorymbus Hand.-Mazz. (1 sp.)
  23. Gongrodiscus Radlk. (3 spp.)
  24. Rhysotoechia Radlk. (19 spp.)
  25. Storthocalyx Radlk. (5 spp.)
  26. Sarcotoechia Radlk. (8 spp.)
  27. Mischarytera (Radlk.) H. Turner (4 spp.)
  28. Cnesmocarpon Adema (4 spp.)
  29. Toechima Radlk. (6 spp.)
  30. Matayba Aubl. (50 spp.)
  31. Pentascyphus Radlk. (1 sp.)
  32. Cupania L. (55 spp.)
  33. Vouarana Aubl. (2 spp.)
  34. Molinaea Comm. ex Juss. (8 spp.)
  35. Tina Roem. & Schult. (19 spp.)